# Alessandro Scarano
Alessandro Scarano, né le 3 septembre 1983 à Borgo Maggiore est un homme politique saint-marinais. Il est capitaine-régent, avec Adele Tonnini, du 1er avril au 1er octobre 2023.

## Biographie
Alessandro Scarano est diplômé en droit de l'université de Bologne.
Il est membre du Parti démocrate-chrétien saint-marinais depuis 2002. Il est député du Grand Conseil général de 2008 à 2012 et à nouveau depuis 2019. Il est membre des commissions des Affaires étrangères et intérieures. 
Le 17 mars 2023, il est élu capitaine-régent par le Grand Conseil général, avec Adele Tonnini, pour la période du 1er avril au 1er octobre 2023.
Il est passionné de voyages, d'art et d'archéologie. Il pratique l'équitation à un niveau compétitif, remportant le championnat de Saint-Marin.